# Дете Голомеше
Дете Голомеше е герой от българския юнашки епос с необикновена сила и смелост.
Дете Голомеше е от децата юнаци в народното творчество, които са представяни само като деца – не се казва нищо за родителите им, нито въобще за произхода им; нямат дори лични имена, а са представяни с някоя характерна за тях черта; външният им вид е детски и са представени като деца, но се проявяват като по-силни и смели дори от възрастни юнаци. Смята се, че „в песните за тях има остатъци от стари митични представи и легенди, които по-късно са могли да бъдат прехвърлени върху исторически лица от по-ново време“ (Петър Динеков), но е изключително трудно, почти невъзможно да се открие историческата им основа.
Народна песен описва Дете Голомеше, когато героят Темишвара Гюро го среща край Бяло море – то играе голишаво на плажа, коремчето – мешето му – се вижда голо:
Ка отиде покрай слано море,
отсрекя му дете голо, босо,
гологлаво дете, голомеше,
до мишките в песок запретано,
дек' си игра со дробни камчина.
Темишвара Гюро е решил да се жени и си е избрал за кум Крали Марко, а за стар девер – Янкул войвода; както често се случва в народните песни, той поканва за млад девер първия срещнат – Дете Голомеше, като му предоставя да си избере дрехи, оръжие и кон от своите, а Дете Голомеше прави юнашки избор. След като взимат булката и срещат по пътя страховития Черен арапин, всички се уплашват, предават му даровете си и избягват, само Дете Голомеше отказва да предаде поверената му булка, предизвиква на двубой Черния арапин и го убива. Взима всички дарове и завежда булката при жениха, където заварва всички да ядат и пият, споменавайки го като мъртъв. Възмутен от поведението им пред Арапина, той налага всички с боздугана си, включително и Крали Марко. Сходен разказ се среща и в песен за Крали Марко, в която той е в ролята на Дете Голомеше; в народните песни образуването на варианти, приписване на подвизи на един или друг герой, смесването/заменянето на имена е постоянно явление.